# Hesarikoppa, Sorab
Hesarikoppa là một làng thuộc tehsil Sorab, huyện Shimoga, bang Karnataka, Ấn Độ.